# Jakob-Steffan-Preis
Der Jakob-Steffan-Preis – vollständige Bezeichnung: „Jakob-Steffan-Preis gegen Rechtsextremismus und für eine starke Demokratie“ – wird seit 2010 vom Verein Rheinhessen gegen Rechts e. V. verliehen. Der Preis, der an den sozialdemokratischen Innenminister Jakob Steffan erinnert, wird in zwei Kategorien verliehen: Zum einen an eine Person und zum anderen an eine Jugendgruppe.
Der Preis zeichnet Schüler- und Jugendprojekte sowie Personen und Initiativen in Rheinhessen, die sich im Bereich gegen Rechtsextremismus und für eine starke Demokratie betätigen, aus. Über die Vergabe entscheidet der Vorstand des Vereins nach den Nominierungen.

## Preisträger
| Jahr | Person                | Jugendgruppe                                    |
| ---- | --------------------- | ----------------------------------------------- |
| 2010 | Walter Zuber          | Westend-Realschule, Worms; Klasse 10a           |
| 2011 | Klaus Mayer           | Albert-Schweitzer-Schule, Ingelheim am Rhein    |
| 2012 | nicht vergeben        | nicht vergeben                                  |
| 2013 | Anton Maria Keim      |                                                 |
| 2014 | Volker Gallé          | Sebastian-Münster-Gymnasium, Ingelheim am Rhein |
| 2016 | Fanprojekt Mainz05    |                                                 |
| 2025 | Arbeitskreis Kornsand |                                                 |